# انتخابات محلية جزائرية 1919
الانتخابات المحلية الجزائرية 1919م هي أول انتخابات تعددية في المجالس الشعبية البلدية يشارك فيها الجزائريون المسلمون تحت سلطة الاحتلال الفرنسي للجزائر تم إجراؤها خلال دورين انتخابيين في يوم الأحد[ ؟ ] 30 نوفمبر 1919م ثم في يوم الأحد[ ؟ ] 7 ديسمبر 1919م.

## الحرب العالمية الأولى
كانت نهاية الحرب العالمية الأولى بتاريخ 11 نوفمبر 1918م إيذانا ببزوغ مرحلة جديدة في تاريخ الجزائر.
فقد تم انتخاب جزائريين مسلمين بعد عام واخد من ذلك لأول مرة منذ احتلال الجزائر في منصب مندوبين بلديين خلال «الانتخابات البلدية الفرنسية لعام 1919م» عن مقاطعات إقليم الجزائر تحت سلطة الاحتلال الفرنسي في العهدة التي جرت انتخاباتها في دورين بتاريخ 30 نوفمبر 1919م ثم 7 ديسمبر 1919م.
وجرى انتخابهم على أساس قوائم انتخابية محلية يرأسها جزائري مسلم خلال أول انتخابات بلدية تعددية بعد انقضاء الحرب العالمية الأولى يتم تنظيمها تحت سلطة الاحتلال الفرنسي للجزائر لتمثيل دوائر الجزائر التي تضم مراكز ثانوية في كل واحدة من بلديات الجزائر آنذاك.

## قانون جونار

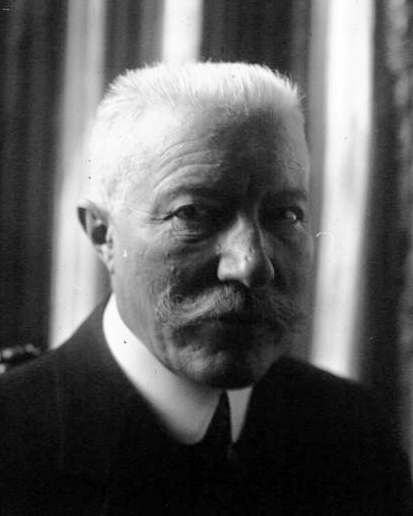
شارل جونار في عام 1918م.

لقد سمحت مشاركة الجنود الجزائريين في الحرب العالمية الأولى ثم المشاركة السياسية بعدها بأن يتمكن «المندوبون البلديون المسلمون» من الولوج إلى التمثيل السياسي على مستوى مدينة الجزائر حتى وصلوا إلى مخاطبة مجلس الأمة.
فتمكن عدد من المندوبين البلديين المسلمين من محافظة الجزائر من تحرير «العريضة رقم 30» بتاريخ 18 جويلية 1920م الموجهة إلى مجلس الأمة Sénat للاحتجاج أمام هذه الغرفة التشريعية ضد إجراءات مشروع مبرمج لدى الغرفة العليا من طرف الحكومة الفرنسية من أجل تقنين قانون الأهالي وتقييد وصول الجزائريين الأصليين إلى الحقوق السياسية.
ذلك أن الوضع القانوني لأهالي الجزائر كان قد عرف تطورا ملحوظا مع إصدار قانون جونار (بالفرنسية: Loi Jonnart) في 4 فيفري 1919م حيث قام شارل جونار (بالفرنسية: Charles Jonnart) بعد انقضاء الحرب العالمية الأولى بشكر الجزائريين على تجنيد 172 019 مقاتلا في ساحات المعارك الأوروبية.
ثم توالت الوعود من طرف إدارة الاحتلال الفرنسي للجزائر قصد منح الحقوق السياسية للأهالي الجزائريين بعد سنة 1919م لأن خسائر المقاتلين الجزائريين كانت قد بلغت 25 711 مقاتلا إضافة إلى 72 035 جريحا.
فحاولت فرنسا أن ترد الجميل للجزائريين المسلمين وتقضي دينها من خلال إصدار قانون جونار في 4 فيفري 1919م.
وقد سمح قانون جونار بفتح أبواب بعض المناصب الثانوية في الوظيف العمومي المحلي أمام الأهالي الجزائريين، رغم أن 44 وظيفة حساسة كانت مستثناة بنص القانون من تعيين جزائريين أصليين فيها.
ومن خلال هذا الانفتاح السياسي الجزئي استطاع المندوبون البلديون المسلمين من المشاركة في انتخاب رئيس البلدية مع نوابه، رغم عدم إمكانية ترشح المسلمين لهذه المناصب السيادية.
وقد كانت «العريضة رقم 30» بتاريخ 18 جويلية 1920م، الموجهة إلى مجلس الأمة، تهدف إلى توسيع حقوق وصلاحيات المندوبين المنتخبين من الأهالي الجزائريين المسلمين.

## تصنيف دوائر الجزائر
تم تصنيف بلديات الجزائر حسب عدد سكانها لاختيار عدد المندوبين البلديين في كل قائمة انتخابية خلال انتخابات عام 1919م.
| رقم | أدنى عدد سكان   | أقصى عدد سكان       | عدد المندوبين البلديين |
| --- | --------------- | ------------------- | ---------------------- |
| 01  | أقل من 500 نسمة | 500 نسمة            | 10 مندوبين بلديين      |
| 02  | 501 نسمة        | 1 500 نسمة          | 12 مندوبا بلديا        |
| 03  | 1 501 نسمة      | 2 500 نسمة          | 16 مندوبا بلديا        |
| 04  | 2 501 نسمة      | 3 500 نسمة          | 21 مندوبا بلديا        |
| 05  | 3 501 نسمة      | 10 000 نسمة         | 23 مندوبا بلديا        |
| 06  | 10 001 نسمة     | 30 000 نسمة         | 27 مندوبا بلديا        |
| 07  | 30 001 نسمة     | 40 000 نسمة         | 30 مندوبا بلديا        |
| 08  | 40 001 نسمة     | 50 000 نسمة         | 32 مندوبا بلديا        |
| 09  | 50 001 نسمة     | 60 000 نسمة         | 34 مندوبا بلديا        |
| 10  | 60 001 نسمة     | أكثر من 60 000 نسمة | 36 مندوبا بلديا        |

## القوائم الانتخابية
تم تحيين أسماء المترشحين في القوائم الانتخابية وإغلاقها بتاريخ 31 ماي 1919م تحضيرا لاستحقاق 30 نوفمبر 1919م، وذلك بعد تحديد العدد الأقصى من المندوبين البلديين الذي تم تخصيصه لكل بلدية من بلديات الجزائر.

## سجلات الناخبين
تم تحيين السجل الوطني للناخبين وإغلاقه بتاريخ 31 ماي 1919م تحضيرا لاستحقاق 30 نوفمبر 1919م.
وتم تزويد كل ناخب جزائري مسلم بوثيقة تكافئ بطاقة ناخب قصد السماح له بالتصويت السياسي.
وسُمِحَ استثناء بإضافة أسماء ناخبين آخرين إلى السجل بعد تاريخ 31 ماي 1919م وقبل اقتراع 30 نوفمبر 1919م، في حالات خاصة هي:
1. الناخبون الحائزون على قرارات قضائية يأمر فيها قاضي السلم[الفرنسية] أو قاضي محكمة النقض بتدوين أسمائهم في سجل الناخبين بمقتضى المادة 8 من المرسوم التنظيمي الصادر بتاريخ 2 فيفري 1852م.
2. الناخبون المضافون أو المشطوبون من السجل بمقتضى قانون 15 جانفي 1919م، وقانون 3 أكتوبر 1919م، وقانون العفو الشامل[الفرنسية].

كما سُمِحَ استثناء بشطب أسماء ناخبين آخرين من السجل بعد تاريخ 31 ماي 1919م وقبل اقتراع 30 نوفمبر 1919م، في حالات خاصة هي:
1. الناخبون الحائزون المتوفون.
2. الناخبون المشطوبون بحكم قضائي يحرمهم من حقوقهم السياسية وحقوقهم المدنية، مع أخذ مقتضيات قانون العفو الشامل[الفرنسية] بعين الاعتبار.

وتم نشر القوائم المُعَدَّلَة خمسة أيام قبل الاقتراع بتاريخ 26 نوفمبر 1919م لإعلام الناخبين بوضعيتهم السياسية تجاه الاقتراع.

## النظام الانتخابي
تم اختيار نظام انتخابي يعتمد على قائمة مترشحين واحدة في كل بلدية من بلديات الجزائر دون إمكانية تقسيمها إلى قوائم جزئية خاصة بمراكز سكنية ثانوية ملحقة بالبلدية الأم.
ولا يُسمح بإقامة تقسيمات ثانوية إلا بمقتضى المادة 12 من القانون الصادر بتاريخ 5 أفريل 1884م.

## بطاقات الناخبين
أوجبت المادة 13 من القانون الصادر بتاريخ 5 أفريل 1884م على رؤساء البلديات إصدار بطاقة هوية لكل مواطن.
إلا أن إصدار بطاقة ناخب ليس واجبا بحكم أن التأكد بأي طريقة من هوية الناخب تسمح له بأداء واجبه يوم 30 نوفمبر 1919م.
ومع ذلك، فإن ميزانية طبع وإصدار بطاقات الناخبين تتكفل بها «الفقرة 3» من «المادة 136» في نفس قانون 5 أفريل 1884م ضمن مصاريف البلدية الواجب تنفيذها.

## مكاتب الاقتراع
يترأس رؤساء البلديات كل واحد من مكاتب الاقتراع بمساعدة نوابه حسب ترتيب تعيينهم، مع حضور «المندوبين البلديين المترشحين» حسب ترتيبهم في القوائم الانتخابية.
وفي حال تعذر حضور «نواب رؤساء البلديات» و«المندوبين البلديين المترشحين»، فإن رئيس البلدية يستطيع الاستعانة بناخب[ ؟ ]ين عاديين كما تنص عليه «المادة 17» من قانون 5 أفريل 1884م.

## القائمة الناجحة في مدينة الجزائر
| رقم | المندوب البلدي        | الأصوات | المهنة           |
| --- | --------------------- | ------- | ---------------- |
| 01  | مصطفى موسى الحاج      | 940     | رجل سياسي        |
| 02  | الأمير خالد الجزائري  | 925     | وسام جوقة الشرف  |
| 03  | بن العربي             | 901     | طبيب ورجل سياسي  |
| 04  | قايد حمود ولد بن شاوة | 873     | مهندس زراعي      |
| 05  | حاج عمار حمو          | 867     | تاجر وصحفي       |
| 06  | كراد خليفة            | 824     | محام             |
| 07  | سيدي علي مبارك الحلوي | 784     | تاجر ومزارع[ ؟ ] |
| 08  | بن رضوان براهم        | 753     | تاجر             |
| 09  | سيدي بومدين بشير      | 747     | تاجر             |
| 10  | محمد بن يحي           | 720     | تاجر             |
| 11  | بن مرابط أحميدة       | 714     | تاجر             |
| 12  | بن سمان إلياس         | 653     | تاجر             |

### مواضيع ذات صلة
- تاريخ الجزائر
- سياسة الجزائر
- الانتخابات في الجزائر